# جامعة كونيتيكت
جامعة كونيتيكت هي جامعة بحثية عامة في ولاية كونيتيكت ، تأسست في عام 1881 كمدرسة ستورز الزراعية، وقد سميت بـ(ستورز) نسبةً لتشارلز وأغسطس ستورز اللذان تبرعا بالأرض وكذلك المال المبدئي لإنشاء الجامعة، وتخدم المؤسسة أكثر من 30,000 طالب في ستة فروع، بما في ذلك أكثر من 8,000 طلاب الدراسات العليا في برامج متعددة. يقع الحرم الجامعي الرئيسي في ستورز، كونيتيكت. والجامعة عضو في يونيفيرسيتاس 21